# Pierre Jadoul
Pierre Jadoul (Ukkel, 14 oktober 1959) is een Belgisch rector en politicus voor de liberale MR.

## Biografie
Jadoul volgde van 1977 tot 1979 een kandidatuur in de rechten aan de Université Saint-Louis in Brussel en doorliep zijn licentie in de rechten aan de UCL, die hij in 1982 voltooide.
Hij schreef zich in 1982 in als advocaat aan de Balie van Brussel. Na zijn stage als advocaat te hebben doorlopen, werkte Jadoul in 1986 mee aan de oprichting van een multidisciplinair advocatenkantoor en in 2008 stichtte hij met twee vennoten een advocatenassociatie op. Als advocaat specialiseerde hij zich in privaatrecht en verbintenissenrecht. Daarnaast was hij van 2004 tot 2012 lid van de Hoge Raad voor de Justitie.
Daarnaast volgde Jadoul een academische carrière. Van 1986 tot 1992 was hij assistent contractenrecht bij de Université Catholique de Louvain en van 1987 tot 2013 docent aan de hogeschool ICHEC-ISC Saint-Louis in Brussel. Daarnaast was hij van 1991 tot 2003 assistent aan de faculteit rechten aan de Université Saint-Louis in Brussel. Vervolgens was hij er van 2003 tot 2013 docent rechten en sinds 2013 gewoon hoogleraar in de rechten. Daarnaast was Jadoul van 2005 tot 2010 academisch secretaris en van 2010 tot 2013 decaan van de faculteit rechten van deze universiteit. 
Van september 2013 tot september 2023 was Jadoul rector van de Université Saint-Louis, dat vervolgens een onderdeel werd van de UCL. Hij werd vervolgens tot in juli 2024 vicerector van de campus Saint-Louis van de UCL.
In februari 2024 werd hij politiek actief voor de MR en kreeg hij bij de federale verkiezingen van 9 juni dat jaar de positie van eerste opvolger op de kieslijst van de partij in de kieskring Brussel-Hoofdstad. Sinds juli 2024 zetelt Jadoul in de Kamer van volksvertegenwoordigers als opvolger van Valérie Glatigny, die minister werd in de Franse Gemeenschapsregering. Hij ging er zetelen in de commissie Justitie en is sinds februari 2025 eveneens voorzitter van de onderzoekscommissie over Operatie Kelk.
Op lokaal politiek niveau werd Jadoul in oktober 2024 verkozen tot gemeenteraadslid van Sint-Lambrechts-Woluwe, maar hij besloot niet te zetelen.